# Malte Thomsen
Malte Thomsen (* 1993 in Hamburg) ist ein deutscher Schauspieler.

## Leben
Malte Thomsen wuchs in seiner Geburtsstadt Hamburg auf. Im Alter von 19 Jahren begann er, Drehbücher zu schreiben. Von 2013 bis 2018 absolvierte er sein Studium der Film- und Fernsehregie an der „DMA – die medienakademie“ am Standort in Hamburg.
Bereits während seines Regiestudiums spielte er 2015–2016 im Jugendclub des Ernst-Deutsch-Theaters. Seit 2018 widmet er sich schwerpunktmäßig dem Schauspiel und besuchte Workshops am Susan Batson Studio in New York und am Theaterhaus Berlin.
In der Krankenhausserie In aller Freundschaft – Die Krankenschwestern (Ausstrahlung: ab November 2018), einem Ableger der Serien In aller Freundschaft und In aller Freundschaft – Die jungen Ärzte, spielte Thomsen, an der Seite von Karl Schaper, seine erste TV-Episodenhauptrolle als bester Kumpel von Johannes Teuber, dem Freund der Schwesternschülerin Louisa Neukamm (Llewellyn Reichman). Im März 2019 war Thomsen in der TV-Serie Großstadtrevier in einer Episodenrolle als Eishockeytorwart Clemens Frey zu sehen.
Durchgehende Nebenrollen hatte er bisher in der Netflix-Serie Dogs of Berlin (2018) und in der ZDFneo-Webserie Druck (2019).
In der 2. Staffel der ZDF-Serie SOKO Hamburg (2019) übernahm Thomsen eine der Episodenhauptrollen als Tom Ritter, ein vorbestrafter, tatverdächtiger Aushilfskellner im Hamburger Yachtklub. In der 7. Staffel der Krimiserie Morden im Norden (2021) hatte Thomsen eine der Episodenhauptrollen als Tischler-Azubi und tatverdächtiger Neffe eines schwer verletzten Inhabers einer Backshop-Kette. In der ZDF-Krimireihe Wendland mit Ulrich Noethen als Kriminalhauptkommissar Stiller, die seit Oktober 2022 im Rahmen des ZDF-Sendeplatzes „Der Samstagskrimi“ ausgestrahlt wird, gehört er als Kriminalobermeister Oliver Klasen zum festen Ermittlerteam.
Malte Thomsen lebt in Hamburg.

## Filmografie (Auswahl)
- 2018: In aller Freundschaft – Die Krankenschwestern: Drei Freunde (Fernsehserie, eine Folge)
- 2018: Dogs of Berlin (Webserie, Serienrolle)
- 2019: Großstadtrevier: Krokodile (Fernsehserie, eine Folge)
- 2019: Druck (Webserie, Serienrolle)
- 2019: SOKO Hamburg: Tödliche Wende (Fernsehserie, eine Folge)
- 2020: Wir können nicht anders
- 2021: Morden im Norden: Freier Fall (Fernsehserie, eine Folge)
- 2022: Jolly Rogers (Mittellangfilm)
- 2022: Wendland – Stiller und die Geister der Vergangenheit (Fernsehreihe)
- 2024: Wendland – Stiller und das große Schweigen
- 2024: Wendland – Stiller und der rote Faden